# Rolf Sievert
El profesor Rolf Maximilian Sievert (6 de mayo de 1896 - 3 de octubre de 1966) fue un físico médico cuya mayor contribución a la ciencia fue el estudio de los efectos biológicos de la radiación ionizante.
El profesor Sievert nació en Estocolmo, Suecia y ejerció durante la mayor parte de su carrera allí. Trabajó como jefe del laboratorio de física en el Radiumhemmet desde 1924 a 1937, luego se convierte en el director del departamento de física del Instituto Karolinska. Sievert jugó un papel importante en medir las dosis de radiación que afectan al diagnóstico y tratamiento del cáncer. En 1964 funda la Asociación internacional de radioprotección para luego servir como presidente del Comité Científico de Naciones Unidas sobre los Efectos de la Radiación Atómica. Inventó varios instrumentos para medir las dosis de radiación, siendo la más conocida la cámara de Sievert.
En 1979, en la Comisión General de Pesos y Medidas se decidió que la unidad para una dosis de radiación ionizante equivalente llevara su nombre (sievert, Sv).